# Ballon d'Alsace

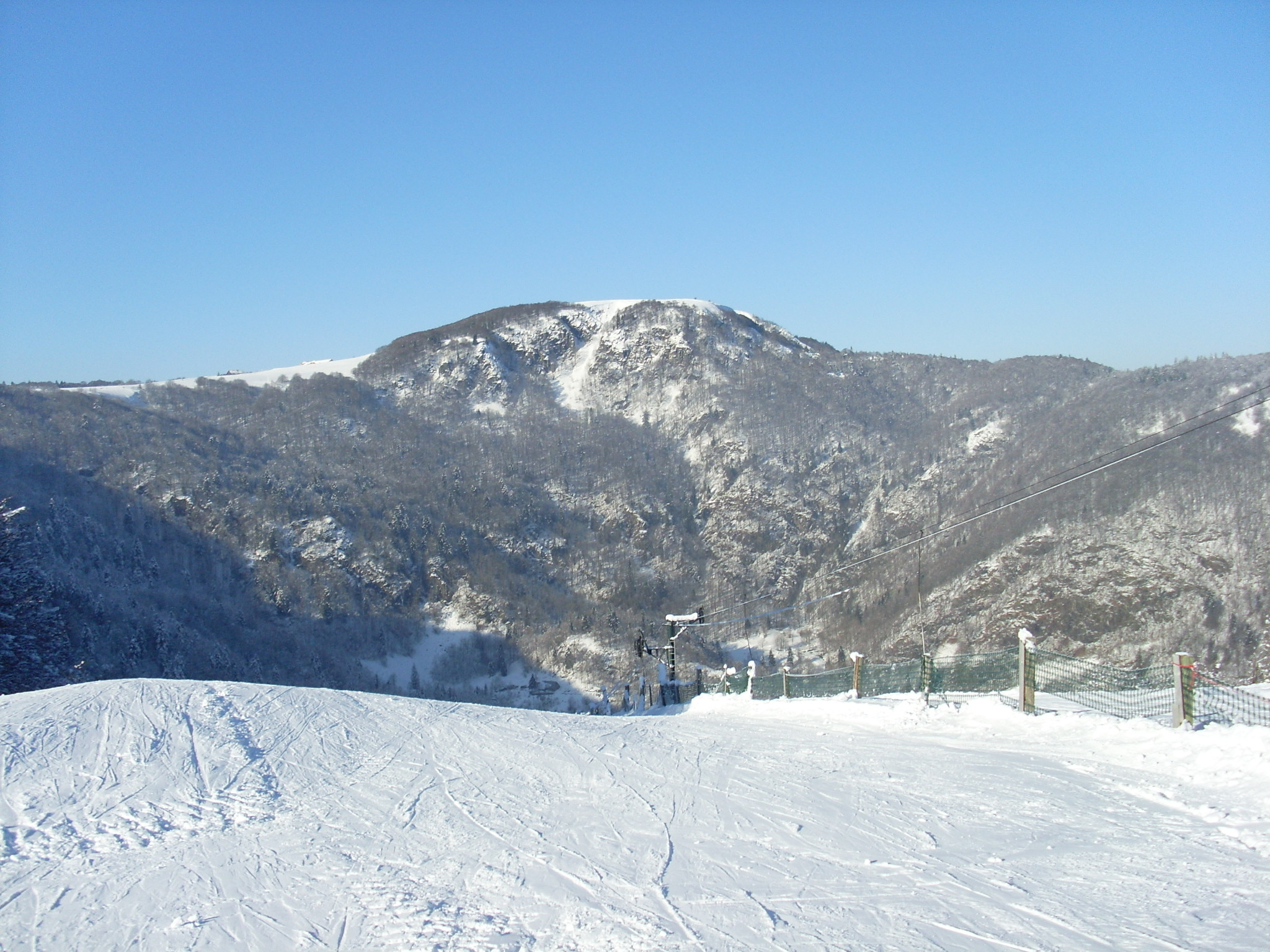
Ballon d'Alsace

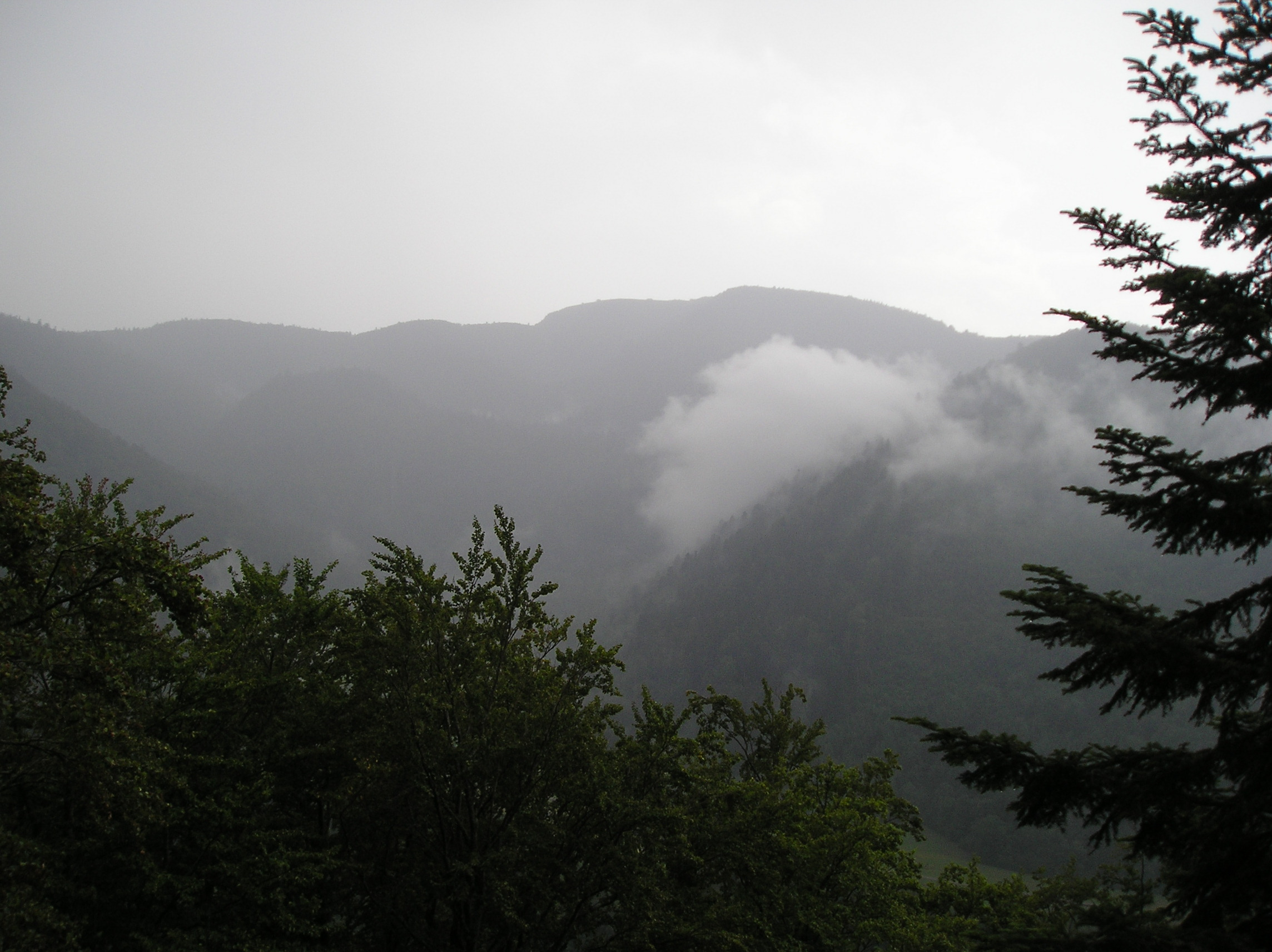
Ballon d'Alsace

Ballon d'Alsace (en alsaciano y alemán: Elsässer Belchen) (1247 m.) es una montaña entre los límites geográficos de las regiones francesas de Alsacia, Lorena y del Franco Condado. Desde su cima, las vistas son los Vosgos, el valle del Rin, y el Bosque Negro.
El camino que lleva a la cima que se encuentra a 1.171 m (3.842 pies).
Ballon d'Alsace es señalado como el sitio de la primera subida de montaña oficiales en el Tour de Francia el 11 de julio de 1905, el primer corredor en la parte superior de la subida fue René Pottier y la etapa que ganó por Hippolyte Aucouturier. La etapa 9 del Tour 2005 cruzó este paso en el centenario de la subida original.

### Galería

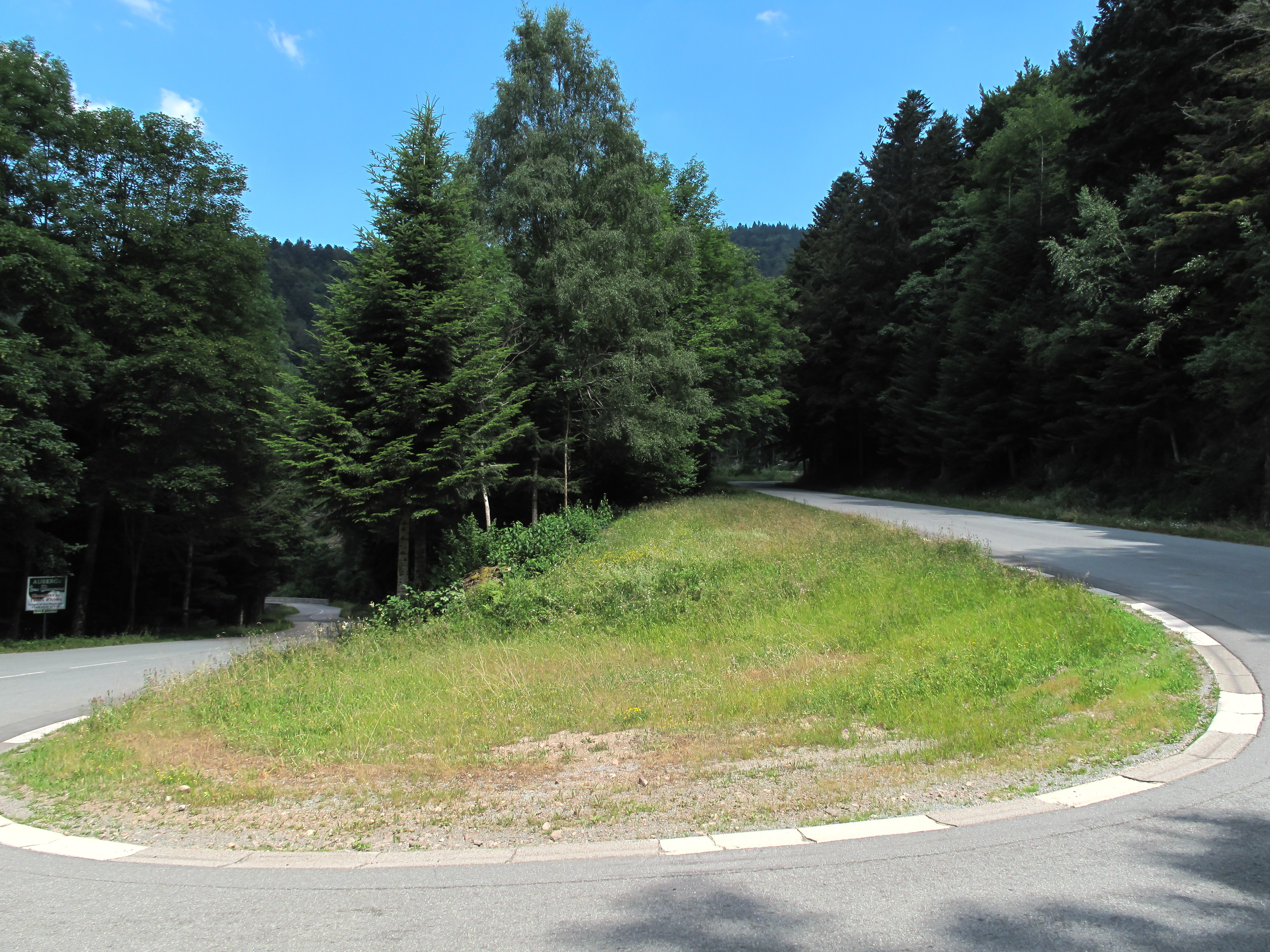
entre Lepuix y Ballon d'Alsace, curva de horquilla
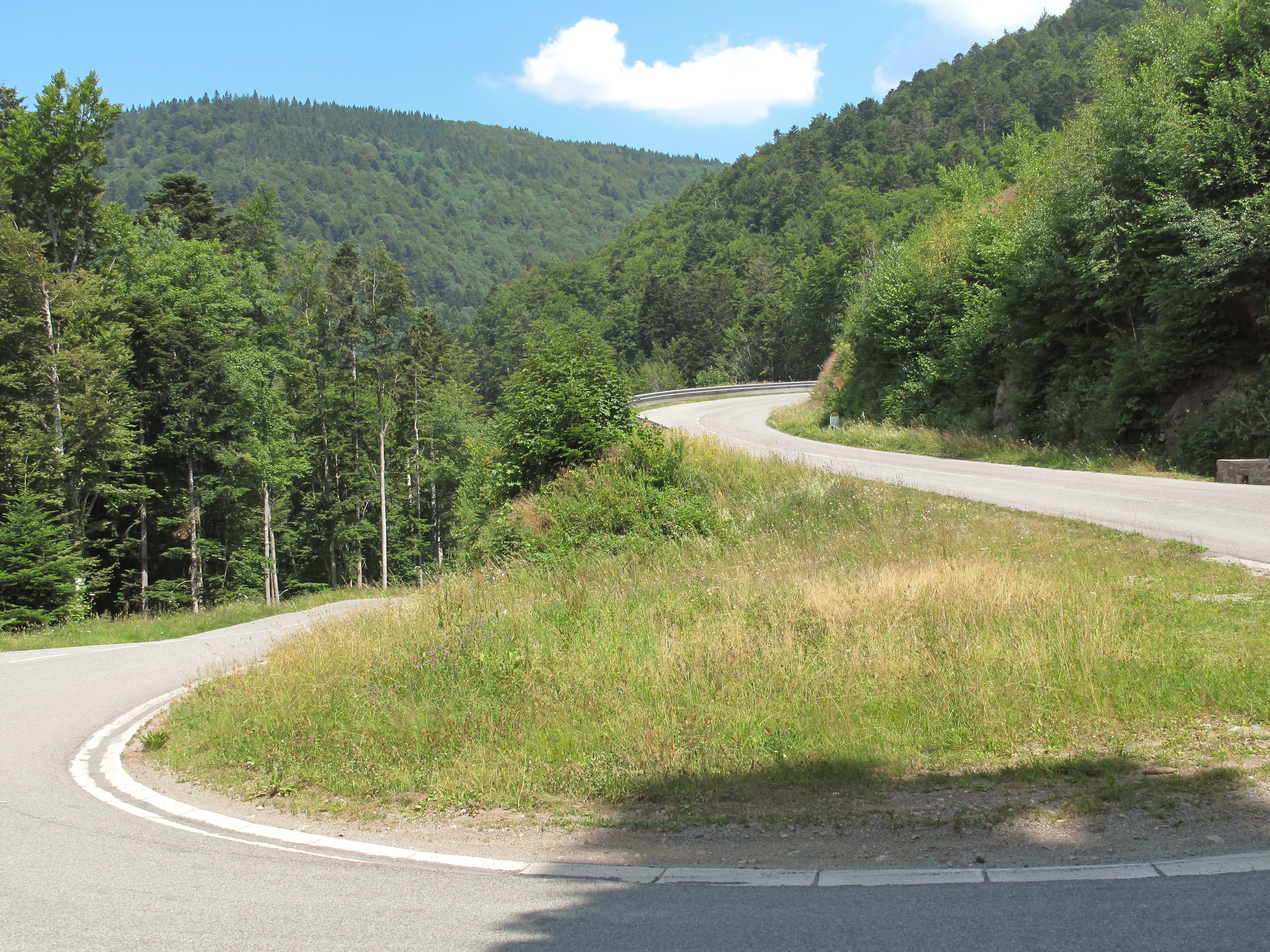
entre Lepuix y Ballon d'Alsace, curva de horquilla
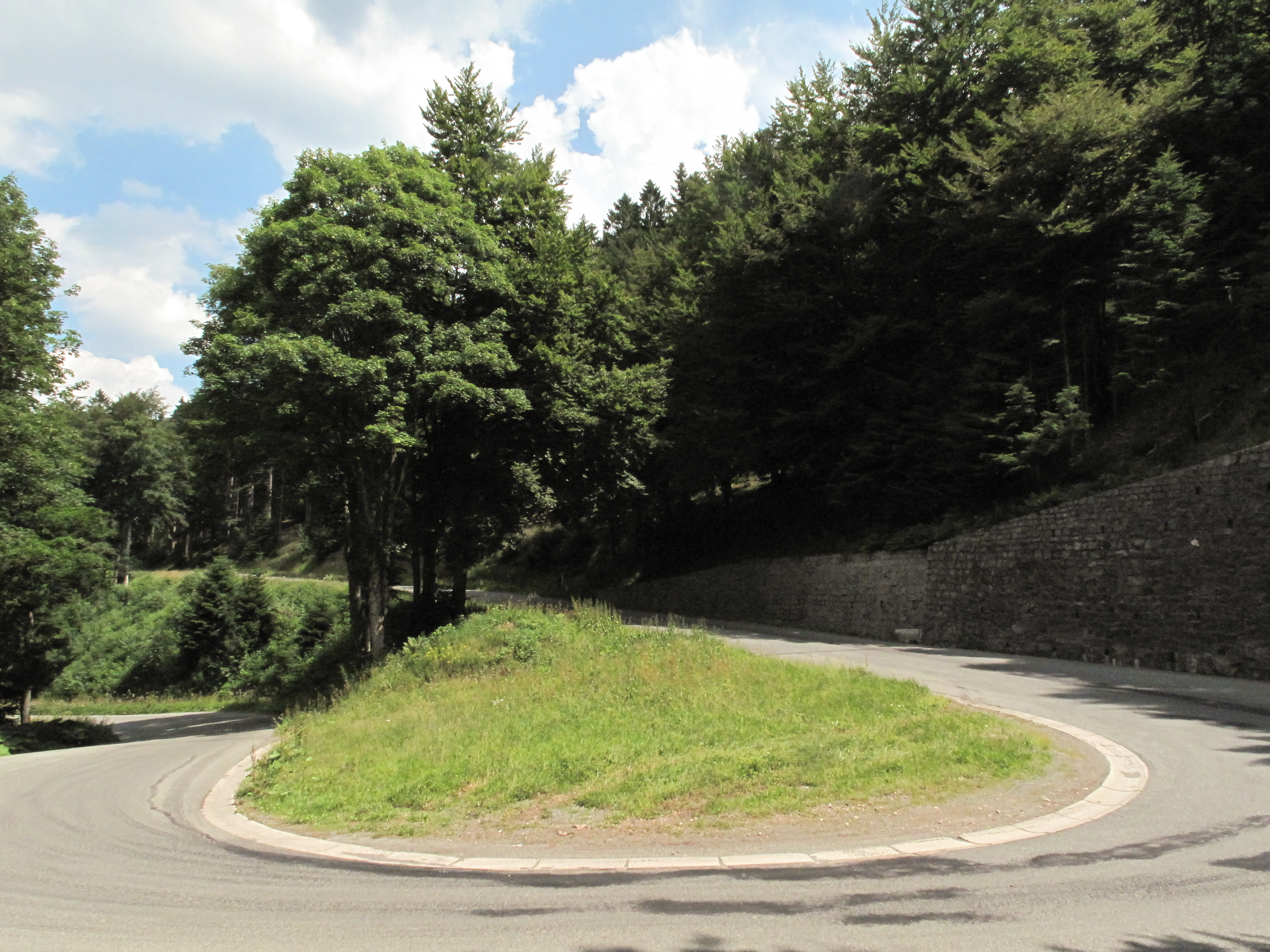
entre Lepuix y Ballon d'Alsace, curva de horquilla
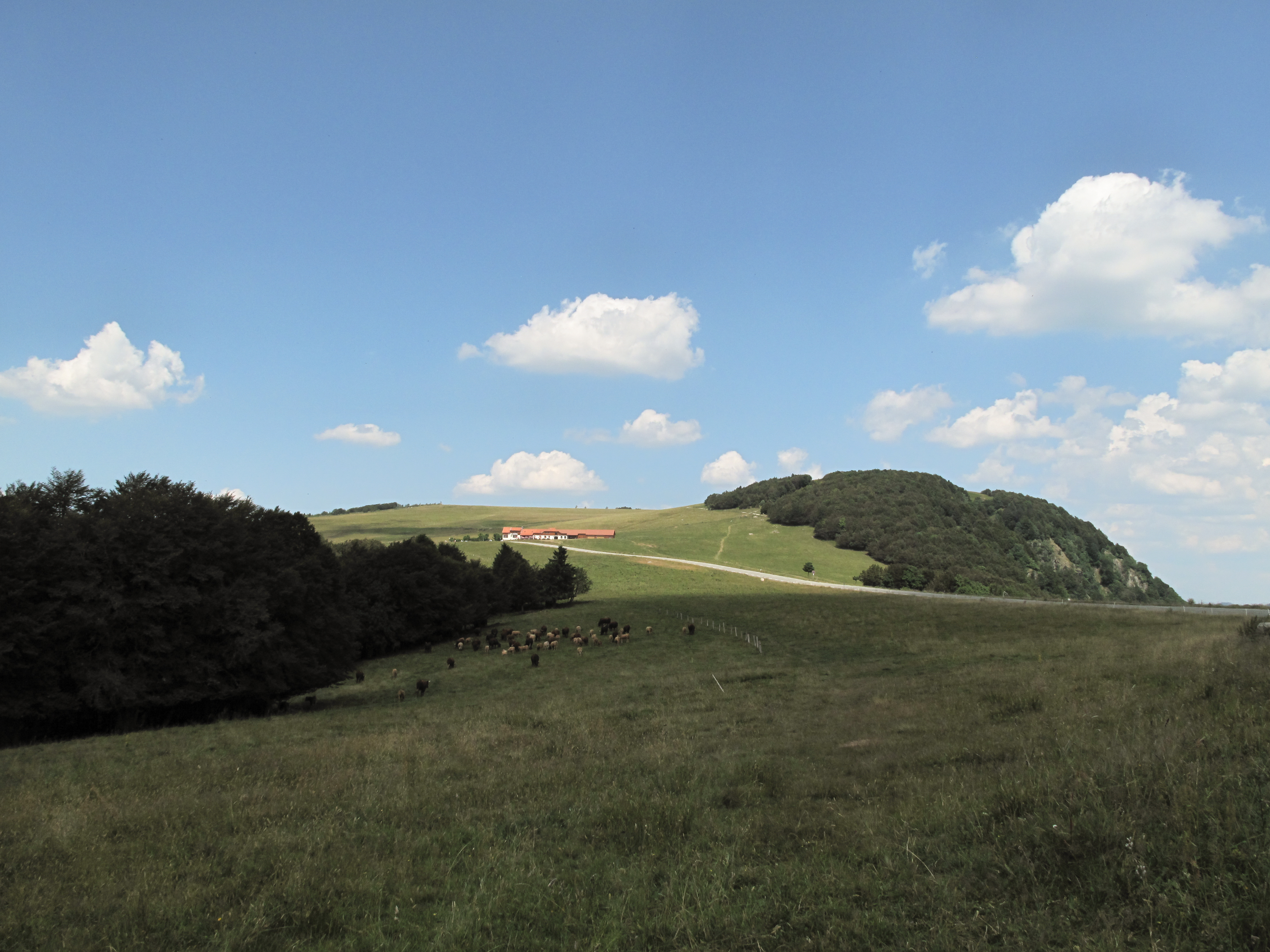
entre Lepuix y Ballon d'Alsace, el panorama del camino